# 理查森高速公路
理查森高速公路（Richardson Highway）是美国阿拉斯加州的一条高速公路，也是在阿拉斯加修建的第一条主要公路，全长562公里。該高速公路的起訖點分別為瓦尔迪兹和费尔班克斯。該高速公路的瓦尔迪兹至德尔塔章克申的路段又被稱為阿拉斯加4号公路，德尔塔章克申至费尔班克斯的路段被稱為阿拉斯加2号公路。它还连接了格伦公路和托克断头路之间的阿拉斯加1号公路段。
1898年，當時正值克朗代克淘金热，美国陆军修建了一条从瓦尔迪兹港口到伊格尔的驮运小道，長度约为660公里。淘金热结束后，美國陆军继续开放这条公路。1910年，阿拉斯加公路委员会将道路升级为可以通行马车的公路。该升級改造项目的负责人是美国陆军将军威爾茲·P·理查德森，这条公路后来就是以他的名字命名的。20世纪20年代，該公路可以通行汽車。1957年，該公路改造為高速公路。